# Académie Ny Antsika
L'Académie Ny Antsika ou Académie JMG est un club de football basé à Vakinankaratra à Madagascar.

## Histoire
En janvier 2009, un match de l'Académie Ny Antsika contre l'US Stade Tamponnaise est annulé à cause de violences politiques à Madagascar.

## Palmarès
- Championnat de Madagascar : 1 fois

Vainqueur : 2009
- Ligue des champions de la CAF : 1 apparition

2009 : Tour préliminaire